# Florentina Decraene y García-Rubiato
Florentina Decraene y García-Rubiato (Madrid, 1833-1910) va ser una pintora espanyola.
Va néixer a la vila de Madrid el 1833, en una família vinculada a la pintura. Era filla Florentino Decraene, pintor i litògraf d'origen belga establert a Madrid des de 1825.
Decraene va ser deixebla del seu pare. La seva obra és variada, pintà retrats, flors, paisatges i obres religioses. Va participar diverses vegades l'Exposició Nacional de Belles Arts, el 1864 amb un retrat a llapis de la reina Isabel II, el 1866 amb un retrat de la infanta Isabel, que va ser lliurat a la reina, i en la de 1876 presentà un retrat d'Alfons XII. D'altra banda, va exercir de professora de dibuix per a dones des d'un centre oficial, l'Ateneo de Señoras, una entitat fundat el 1869 per promoure que les dones esdevinguessin bones mares, però on també s'impartien classes de dibuix i pintura. No obstant això també va ser coneguda pels seus coneixements crítics sobre literatura espanyola.
En l'àmbit personal es casà amb Gabriel Seco de Cáceres, però va enviudar-ne aviat.
Va morir a Madrid l'any 1910.